# S Sextantis
S Sextantis är en pulserande variabel av Mira Ceti-typ (M) i stjärnbilden Sextanten.
Stjärnan varierar mellan visuell magnitud +8,2 och 13,7 med en period av 264,9 dygn.